# Carregal do Sal (freguesia)
A Freguesia de Carregal do Sal, com sede na vila que lhe dá o nome, é uma freguesia portuguesa do município de Carregal do Sal com 35,99 km² de área e 3225 habitantes (censo de 2021), tendo, por isso, uma densidade populacional de 89,6 hab./km².

## História
Foi constituída em 2013 com o nome oficial de União das Freguesias de Currelos, Papízios e Sobral no âmbito de uma reforma administrativa nacional, pela agregação das antigas freguesias de Currelos, Papízios e Sobral e tinha a sede em Currelos.
Em 2015, por decisão da Assembleia da República, a designação da União das Freguesias de Currelos, Papízios e Sobral foi alterada para Freguesia de Carregal do Sal.

## Localidades
- Carregal do Sal, exceto a zona leste da vila.
- Currelos;
- Papízios;
- Póvoa da Arnosa;
- Pinheiro;
- Sobral;

## Demografia
A população registada nos censos foi:
| Distribuição da População por Grupos Etários | Distribuição da População por Grupos Etários | Distribuição da População por Grupos Etários | Distribuição da População por Grupos Etários | Distribuição da População por Grupos Etários |
| -------------------------------------------- | -------------------------------------------- | -------------------------------------------- | -------------------------------------------- | -------------------------------------------- |
| Ano                                          | 0-14 Anos                                    | 15-24 Anos                                   | 25-64 Anos                                   | > 65 Anos                                    |
| 2001                                         | 544                                          | 492                                          | 1669                                         | 606                                          |
| 2011                                         | 534                                          | 340                                          | 1738                                         | 787                                          |
| 2021                                         | 401                                          | 343                                          | 1588                                         | 893                                          |

À data da junção das freguesias, a população registada no censo anterior (2011) foi:
| Freguesia atual | Freguesia atual  | Freguesia atual | Freguesias antigas | Freguesias antigas | Freguesias antigas |
| Freguesia       | População (2011) | Área (km²)      | Freguesia          | População (2011)   | Área (km²)         |
| --------------- | ---------------- | --------------- | ------------------ | ------------------ | ------------------ |
| Carregal do Sal | 3399             | 35,99           | Currelos           | 2447               | 16,43              |
| Carregal do Sal | 3399             | 35,99           | Papízios           | 679                | 13,49              |
| Carregal do Sal | 3399             | 35,99           | Sobral             | 273                | 6,07               |